# Cherish Andrews
Cherish Autumn Andrews (* Oktober 1989 in Hagerstown, Maryland) ist eine professionelle US-amerikanische Pokerspielerin. Sie gewann 2022 ein Bracelet bei der World Series of Poker Online und wurde im selben Jahr vom Global Poker Index als Spielerin des Jahres ausgezeichnet.

## Persönliches
Andrews stammt aus dem St. Thomas Township im Franklin County in Pennsylvania. Die Amerikanerin ist mit dem Pokerspieler Brock Wilson liiert. Das Paar lebt in Las Vegas.

## Pokerkarriere
Andrews lernte das Spiel im Alter von 14 Jahren von ihren beiden älteren Brüdern. Sie begann das Spiel im Fernsehen zu verfolgen und selbst online zu spielen. Als sie das nötige Alter erreicht hatte, begann die Amerikanerin im Turning Stone Casino in Verona, New York, mit dem Spielen von Cash Games.
Ihre erste Geldplatzierung bei einem Live-Pokerturnier erzielte Andrews im November 2008 bei einem Damenturnier in Pendleton im US-Bundesstaat Oregon, in dem sie auch schon vor Vollendung ihres 21. Lebensjahres legal spielen durfte. Im Jahr 2010 war sie Repräsentantin der Heartland Poker Tour. Mitte Januar 2011 erreichte die Amerikanerin bei einem Side-Event des PokerStars Caribbean Adventures auf den Bahamas den Finaltisch und erhielt als Sechste ihre erste fünfstellige Auszahlung von knapp 20.000 US-Dollar. Im Juni 2011 durfte sie mit nun 21 Jahren erstmals an der World Series of Poker (WSOP) im Rio All-Suite Hotel and Casino in Paradise am Las Vegas Strip teilnehmen und kam bei vier Turnieren der Variante No Limit Hold’em in die Geldränge. Dabei sicherte sie sich ihr höchstes Preisgeld von knapp 25.000 US-Dollar für den 521. Platz im Main Event. Im Jahr darauf saß Andrews erstmals an einem WSOP-Finaltisch und beendete ein Turnier der WSOP 2012 auf dem mit über 210.000 US-Dollar dotierten vierten Rang. Auch bei der WSOP 2014 gelangte sie an einen Finaltisch, an dem sie als Fünfte mit einer Auszahlung von knapp 150.000 US-Dollar ausschied. Anschließend folgten vorübergehend weniger Turnierresultate, ehe die Amerikanerin Mitte November 2021 beim Abschlussevent der WSOP 2021 den mit rund 75.000 US-Dollar prämierten sechsten Platz belegte. Ins Kalenderjahr 2022 startete sie mit einer Geldplatzierung beim Main Event der World Poker Tour (WPT), das bei den Lucky Hearts Poker Open in Hollywood, Florida, gespielt wurde, sowie einem dritten Platz bei einem Side-Event der Turnierserie, was ihr Preisgelder von über 115.000 US-Dollar einbrachte. Bei der WSOP 2022 erzielte Andrews neun Geldplatzierungen, wobei sie ihr höchstes Preisgeld als Neuntplatzierte der Ladies Championship gewann. Bei der ab September 2022 auf dem Onlinepokerraum WSOP.com PA ausgespielten World Series of Poker Online siegte sie Mitte Oktober 2022 unter ihrem Nickname Dumptruck69 bei der No Limit Hold’em Championship und sicherte sich ein Bracelet sowie den Hauptpreis von mehr als 30.000 US-Dollar. Mitte Dezember 2022 erzielte Andrews bei der WPT World Championship im Wynn Las Vegas innerhalb von fünf Tagen drei hochdotierte Turnierresultate: Einem sechsten Platz bei einem Side-Event ließ die Amerikanerin den zweiten Rang beim High Roller der Turnierserie folgen. Anschließend gewann sie das vorletzte Event auf dem Turnierplan und damit ihr erstes Live-Turnier überhaupt, womit sie sich insgesamt Preisgelder von rund 470.000 US-Dollar erspielte. Insgesamt sammelte die Amerikanerin im Kalenderjahr 2022 mehr Turnierpunkte als jede andere Spielerin und wurde dafür vom Global Poker Index als Spielerin des Jahres ausgezeichnet. Dafür erhielt sie im März 2023 einen Global Poker Award.
Insgesamt hat sich Andrews mit Poker bei Live-Turnieren mehr als 1,5 Millionen US-Dollar erspielt.